# Jared Payne
Jared Benjamin Payne (Tauranga, 13 ottobre 1985) è un ex rugbista a 15 e allenatore di rugby a 15 neozelandese, che è stato internazionale per l'Irlanda vestendone in 20 occasioni la maglia. Durante la sua carriera era un utility back. Un anno dopo il suo ritiro, avvenuto nel 2017, è diventato tecnico della difesa per la franchise di Pro14 dell'Ulster.

## Biografia
Studente superiore al Nelson College, della cui squadra di rugby fece parte, nel 2005 entrò nella squadra provinciale di Waikato sotto la guida tecnica di Warren Gatland il quale, tuttavia, non convinto delle qualità del giovane, lo lasciò libero di cercare un'altra squadra; Payne si stabilì quindi presso Northland.
A livello professionistico aveva fatto parte degli Chiefs, espressione di Waikato, nel Super 14 2007 per poi migrare ai Crusaders di Christchurch.
Nel 2011 fu ai Blues di Auckland e a fine marzo di quell'anno firmò un contratto triennale in Europa con la franchise di Pro12 dell'Ulster, appartenente alla federazione irlandese.
In Irlanda avvenne la sua trasformazione da estremo a tre quarti centro sotto la guida del tecnico della franchigia Mark Anscombe; nel 2014, non avendo mai giocato a livello maggiore per la Nuova Zelanda (solo Under-21), divenne idoneo a rappresentare l'Irlanda e l'8 novembre di quell'anno debuttò nella nazionale isolana a Dublino contro il Sudafrica.
Un anno più tardi fu selezionato nella rosa irlandese che prese parte alla Coppa del Mondo di rugby 2015 in Inghilterra, venendo impiegato in due incontri della fase a gironi contro Canada e Romania.
Nel 2017 fu chiamato nella selezione dei British Lions che doveva recarsi tour in Nuova Zelanda: singolarmente il C.T. della selezione era Warren Gatland, che dieci anni prima non gli aveva rinnovato il contratto a Waikato.
Nel corso del tour Payne disputò un solo incontro, senza valore di test, contro gli Chiefs, in cui marcò una meta.

## Palmarès
- National Provincial Championship: 1
Waikato: 2006